# Пролив Санникова
Проли́в Са́нникова (якут. Санников силбэһиитэ) — пролив между островами Котельный и Малый Ляховский (Новосибирские острова). Длина 238 км, ширина до 55 км; глубина до 24 м. Весь год в проливе встречаются льды. Назван по имени русского промышленника Якова Санникова.

## География
Пролив расположен в акватории архипелага Новосибирские острова, разделяет его субархипелаги под названием острова Анжу и Ляховские острова. Соединяет два арктических бассейна — море Лаптевых и Восточно-Сибирское море.
Вход в пролив хорошо опознаётся по светящему знаку Санникова и постройкам полярной станции «Пролив Санникова».
В берега острова Котельный вдаются бухты Малыгинцева, Якова Смирницкого и губа Большая. Около последней расположена полярная станция Земля Бунге.
Через пролив проходит участок Северного морского пути. Глубина до 24 м — это самый мелкий участок на всём Северном морском пути.

## История открытия и наименований
Открыт в 1773 году якутским промышленником Иваном Ляховым.
Изначально назван в честь врача экспедиции Э. В. Толля В. Н. Катина-Ярцева Ф. А. Матисеном. Нынешнее название дано К. А. Воллосовичем на его карте, и в 1935 году утверждено правительством СССР.